# Felix Kramer
Felix Kramer (Mahlsdorf, 23 marzo 1973) è un attore tedesco.

## Biografia
Felix Kramer è nato nel quartiere berlinese di Mahlsdorf come figlio dell'attrice Petra Hinze e del regista Jurij Kramer e ha due fratelli. Inizialmente ha completato un apprendistato come decoratore-tappezziere, prima di frequentare l'Hochschule für Schauspielkunst Ernst Busch di Berlino, dove ha seguito il percorso di formazione per diventare attore dal 1999 al 2003.
Dopo il diploma, l'intendente Friedrich Schirmer lo ingaggiò al Staatstheater di Stoccarda, dove lavorò dal 2003 al 2005. Nella stagione teatrale 2005/2006 fu impiegato al Deutsches Schauspielhaus di Amburgo e, dal 2008, opera come attore indipendente.

### Teatro
Le apparizioni e i ruoli al Deutsches Schauspielhaus di Amburgo, al Deutsches Theater e al Maxim-Gorki-Theater di Berlino comprendono, tra gli altri, il ruolo di Gora in Medea (regia di Karin Henkel), di Pater in Andorra (regia di Tina Lanik), di Werther in I dolori del giovane Werther (regia di Florentine Klepper), in Hunger nach Sinn (regia di Kevin Rittberger), di Malcolm in Macbeth di William Shakespeare (regia di Marc von Henning), del Gefreiter in Il cerchio di gesso caucasico (regia di Jacqueline Kornmüller), di Lyngstrand in La donna del mare (regia di Jacqueline Kornmüller), di Cléante ne L'avaro (regia di Ivo van Hove) e di Roddy Dangerblood in Dorfpunks (regia di Studio Braun).
Nel 2011, al Münchner Volkstheater, Kramer ha interpretato il ruolo protagonista di Albert in Eine Unbekannte aus der Seine di Ödön von Horváth (regia di Anna Bergmann). Al Schauspiel Leipzig, nella stagione 2014/2015, ha ospitato il ruolo di Amleto nell'allestimento Amleto, Principe di Danimarca curato da Thomas Dannemann.

### Film e Televisione
Nel 2003 ha interpretato il giovane ortopedico Kurt nel film Anatomy 2. Sul piccolo schermo, è apparso tra l'altro come il giornalista Tim Dabelstein nell'episodio doppio di Bella Block intitolato "Das Schweigen der Kommissarin" (2009). Nel 2014, ha recitato nel film Zwischen Welten di Feo Aladag, che è stato proiettato, tra gli altri eventi, al Festival internazionale del cinema di Berlino (Berlinale). Completando il suo percorso televisivo, dal 2016 al 2019, insieme a Christian Kohlund, ha interpretato il ruolo del comandante di polizia Furrer nelle prime sei puntate della serie poliziesca Zürich Krimi.

## Filmografia parziale

### Cinema
- Anatomy 2, regia di Stefan Ruzowitzky (2003)

### Televisione
- Ciao dottore! (Hallo, Onkel Doc!) - serie TV, 1 episodio (1999)
- Tatort - serie TV, 1 episodio (2008)
- Grani di pepe (Die Pfefferkörner) - serie TV, 1 episodio (2011)
- In aller Freundschaft - serie TV, 1 episodio (2012)
- SOKO Wismar - serie TV, 1 episodio (2012)
- Squadra speciale Lipsia (SOKO Leipzig) - serie TV, 2 episodi (2012, 2016)
- Squadra Speciale Cobra 11 (Alarm für Cobra 11 – Die Autobahnpolizei) - serie TV, 1 episodio (2013)
- Colpevoli (Schuld nach Ferdinand von Schirach) - serie TV, 1 episodio (2015)
- Der Zürich-Krimi - serie TV, 6 episodi (2016-2019)
- Dark - serie TV, 5 episodi (2017-2020)
- Ultima traccia: Berlino (Letzte Spur Berlin) - serie TV, 1 episodio (2018)
- Dogs of Berlin - serie TV, 10 episodi (2018-in corso)